# Delosperma peglerae
Delosperma peglerae är en isörtsväxtart som beskrevs av L. Bol.. Delosperma peglerae ingår i släktet Delosperma, och familjen isörtsväxter. Inga underarter finns listade i Catalogue of Life.